# Teudis parvulus
Teudis parvulus là một loài nhện trong họ Anyphaenidae.
Loài này thuộc chi Teudis. Teudis parvulus được Eugen von Keyserling miêu tả năm 1891.